# FC Porto (Superleague Formula)
FC Porto was een Portugees racingteam dat deelneemt aan de Superleague Formula. Het team was gebaseerd op de voetbalclub FC Porto die deelneemt aan de SuperLiga. De raceklasse werd in 2011 opgeheven wegens geldgebrek. Daarmee kwam er ook een einde aan het raceteam.

## 2008
In 2008 werd FC Porto gerund door Alan Docking Racing in de eerste vier races van het seizoen, de laatste twee races werd die constructeur vervangen door Hitech Junior Team. Tristan Gommendy reed alle races, waarin hij een overwinning boekte op Vallelunga en als zevende in de stand eindigde.

## 2009
In 2009 werd FC Porto nog steeds gerund door Hitech Junior Team en is Tristan Gommendy nog steeds de coureur, met uitzondering van Autódromo do Estoril, waar Álvaro Parente reed. Gommendy behaalde een overwinning op Donington Park, Parente op Estoril. Het team eindigde op een vijfde plaats in de stand.

## 2010
Álvaro Parente werd de vaste coureur van FC Porto in 2010. De club erd echter gerund door Atech Grand Prix. De club eindigde het seizoen als zevende in het kampioenschap.
Actief in 2011: RSC Anderlecht · Atlético Madrid · Team Australië · Team Brazilië · Team China · Team Engeland · Galatasaray SK · Girondins de Bordeaux · Team Japan · Team Luxemburg · Team Nederland · Team Nieuw-Zeeland · PSV Eindhoven · Team Rusland · Sparta Praag · Team Zuid-Korea
Niet actief: Al Ain FC · FC Basel · Beijing Guoan · Borussia Dortmund · SC Corinthians Paulista · Clube de Regatas do Flamengo · Liverpool FC · FC Midtjylland · AC Milan · Olympiakos Piraeus · Olympique Lyonnais · FC Porto · Glasgow Rangers · AS Roma · Sevilla FC · Sporting Clube de Portugal · Tottenham Hotspur FC